# AFC Futsal Championship 2007
Il nono Asian Futsal Championship, disputato nel 2007 a Hyogo e Osaka in Giappone dal 13 maggio al 19 maggio, viene considerato il nono campionato continentale asiatico per formazioni nazionali di calcio a 5.
Nelle fasi di qualificazione tenutesi a Taiwan, delle otto formazioni presenti ebbero accesso al tabellone principale Libano, Filippine, Iraq e Corea del Sud. Il 2007 rappresenta un'annata di regresso del numero di squadre iscritte: ai nastri di partenza si presentarono 20 formazioni nazionali contro le ventiquattro di due anni prima. Nel tabellone principale venne mantenuta la formula dell'anno prima: le 16 formazioni vennero divise in quattro gironi da quattro squadre, con un'unica variazione della qualificazione della prima e della seconda e l'inserimento dei quarti di finale ad eliminazione diretta.
Il nono campionato asiatico restituisce all'Iran la corona di campione d'Asia, battendo in finale i padroni di casa e campioni in carica del Giappone. Il podio è completato dai vicecampioni uscenti dell'Uzbekistan. Per l'Iran si tratta dell'ottavo titolo in nove edizioni della manifestazione continentale.

## Girone A (Osaka)
| Osaka 13 maggio 2007 | Giappone | 16 – 0 | Filippine |  |

| Osaka 13 maggio 2007 | Tagikistan | 6 – 4 | Hong Kong |  |

| Osaka 14 maggio 2007 | Filippine | 2 – 2 | Tagikistan |  |

| Osaka 14 maggio 2007 | Hong Kong | 0 – 8 | Giappone |  |

| Osaka 15 maggio 2007 | Giappone | 6 – 2 | Tagikistan |  |

| Osaka 15 maggio 2007 | Hong Kong | 3 – 2 | Filippine |  |

| Classifica finale | Pt | G | V | N | P | GF | GS | DR  |
| ----------------- | -- | - | - | - | - | -- | -- | --- |
| Giappone          | 9  | 3 | 3 | 0 | 0 | 30 | 2  | +28 |
| Tagikistan        | 4  | 3 | 1 | 1 | 1 | 10 | 12 | -2  |
| Hong Kong         | 3  | 3 | 1 | 0 | 2 | 7  | 16 | -9  |
| Filippine         | 1  | 3 | 0 | 1 | 2 | 4  | 21 | -17 |

## Girone B (Osaka)
| Osaka 13 maggio 2007 | Thailandia | 8 – 0 | Kuwait |  |

| Osaka 13 maggio 2007 | Uzbekistan | 1 – 3 | Iraq |  |

| Osaka 14 maggio 2007 | Iraq | 4 – 7 | Thailandia |  |

| Osaka 14 maggio 2007 | Kuwait | 0 – 4 | Uzbekistan |  |

| Osaka 15 maggio 2007 | Uzbekistan | 3 – 2 | Thailandia |  |

| Osaka 15 maggio 2007 | Kuwait | 5 – 2 | Iraq |  |

| Classifica finale | Pt | G | V | N | P | GF | GS | DR  |
| ----------------- | -- | - | - | - | - | -- | -- | --- |
| Uzbekistan        | 6  | 3 | 2 | 0 | 1 | 8  | 5  | +3  |
| Thailandia        | 6  | 3 | 2 | 0 | 1 | 17 | 7  | +10 |
| Kuwait            | 3  | 3 | 1 | 0 | 2 | 5  | 14 | -9  |
| Iraq              | 3  | 3 | 1 | 0 | 2 | 9  | 13 | -4  |

## Girone C (Hyogo)
| Hyogo 13 maggio 2007 | Kirghizistan | 4 – 3 | Corea del Sud |  |

| Hyogo 13 maggio 2007 | Australia | 0 – 1 | Turkmenistan |  |

| Hyogo 14 maggio 2007 | Corea del Sud | 1 – 3 | Australia |  |

| Hyogo 14 maggio 2007 | Turkmenistan | 1 – 7 | Kirghizistan |  |

| Hyogo 15 maggio 2007 | Kirghizistan | 3 – 3 | Australia |  |

| Hyogo 15 maggio 2007 | Turkmenistan | 2 – 5 | Corea del Sud |  |

| Classifica finale | Pt | G | V | N | P | GF | GS | DR |
| ----------------- | -- | - | - | - | - | -- | -- | -- |
| Kirghizistan      | 7  | 3 | 2 | 1 | 0 | 14 | 7  | +7 |
| Australia         | 4  | 3 | 1 | 1 | 1 | 6  | 5  | +1 |
| Corea del Sud     | 3  | 3 | 1 | 0 | 2 | 9  | 9  | =0 |
| Turkmenistan      | 3  | 3 | 1 | 0 | 2 | 4  | 12 | -8 |

## Girone D (Hyogo)
| Hyogo 13 maggio 2007 | Iran | 8 – 4 | Libano |  |

| Hyogo 13 maggio 2007 | Cina | 2 – 0 | Malaysia |  |

| Hyogo 14 maggio 2007 | Libano | 4 – 2 | Cina |  |

| Hyogo 14 maggio 2007 | Malaysia | 1 – 15 | Iran |  |

| Hyogo 15 maggio 2007 | Iran | 8 – 0 | Cina |  |

| Hyogo 15 maggio 2007 | Malaysia | 2 – 9 | Libano |  |

| Classifica finale | Pt | G | V | N | P | GF | GS | DR  |
| ----------------- | -- | - | - | - | - | -- | -- | --- |
| Iran              | 9  | 3 | 3 | 0 | 0 | 31 | 5  | +26 |
| Libano            | 6  | 3 | 2 | 0 | 1 | 17 | 12 | +5  |
| Cina              | 3  | 3 | 1 | 0 | 2 | 4  | 12 | -8  |
| Malaysia          | 0  | 3 | 0 | 0 | 3 | 3  | 26 | -23 |

## Quarti di finale
| Osaka 17 maggio 2007 | Uzbekistan | 3 – 1 | Tagikistan |  |

| Hyogo 17 maggio 2007 | Iran | 8 – 0 | Australia |  |

| Osaka 17 maggio 2007 | Giappone | 9 – 6 | Thailandia |  |

| Hyogo 17 maggio 2007 | Kirghizistan | 2 – 2 | Libano |  |

## Semifinali
| Osaka 18 maggio 2007 | Uzbekistan | 3 – 7 | Iran |  |

| Osaka 18 maggio 2007 | Giappone | 1 – 0 | Kirghizistan |  |

## Finale 3º-4º posto
| Osaka 19 maggio 2007 | Uzbekistan | 5 – 3 | Kirghizistan |  |

## Finale
| Osaka 19 maggio 2007 | Iran | 4 – 1 | Giappone |  |